# Nikołaj Szkatułow
Nikołaj Gierasimowicz Szkatułow, ros. Николай Герасимович Шкатулов (ur. w 1918, Rosyjska FSRR, zm. 2000) – rosyjski piłkarz, grający na pozycji napastnika, trener piłkarski.

## Kariera piłkarska
W 1940 rozpoczął karierę piłkarską w drużynie CDKA Moskwa. W 1941 został zaproszony do Spartaka Charków. W 1945 występował w WWS Moskwa. Na początku 1946 powrócił do CDKA Moskwa, również bronił barw podrzędnej jemu drużynie MWO Moskwa. W 1950 przeszedł do WMS Moskwa, w którym zakończył karierę piłkarza w roku 1951.

## Kariera trenerska
Po zakończeniu kariery piłkarza rozpoczął pracę szkoleniowca. Najpierw pomagał trenować, a od 1955 do 1956 prowadził OBO Kijów. W latach 1958–1959 pracował w sztabie szkoleniowym SKWO Odessa. W 1960 stał na czele Cemientnik Biełgorod. Wiele lat z przerwami pracował w Szkole Sportowej CSKA Moskwa.

## Sukcesy i odznaczenia

### Sukcesy trenerskie
SKWO Kijów
- brązowy medalista 1 strefy Klasy B ZSRR: 1955

### Odznaczenia
- tytuł Zasłużonego Trenera Rosyjskiej FSRR